# Jacaranda cuspidifolia
El jacarandá o caroba (Jacaranda cuspidifolia),  es una especie de bignoniácea arbórea del género Jacaranda sección «Jacaranda». Habita en áreas cálidas del centro de Sudamérica.

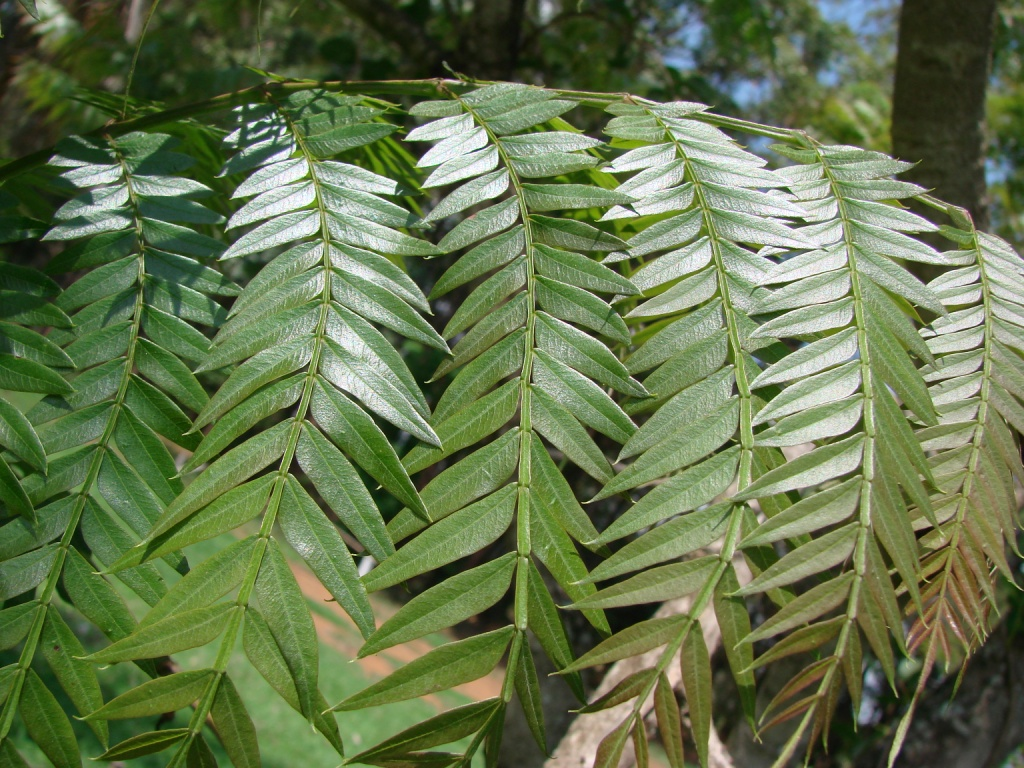
Detalle de los foliolos de un ejemplar de Jacaranda cuspidifolia cultivado en el Jardín Botánico de Brasilia, Brasil.

## Distribución y hábitat
Este árbol se distribuye en Bolivia en los departamentos de: Beni, Chuquisaca, La Paz y Santa Cruz; en el centro del Brasil en los estados de: Goiás, Mato Grosso, Minas Gerais, São Paulo, (por el sudeste hasta el estado de Paraná), Paraguay en los departamentos de: Alto Paraguay, Alto Paraná, Amambay, Central, Concepción, Cordillera, Guairá, Paraguarí y Presidente Hayes y en el noroeste de la Argentina, en las provincias de Salta y Tucumán. Habita en selvas subtropicales y tropicales en altitudes de entre 90 y 1300 m s. n. m..

## Descripción
Es una especie arbórea, con fuste recto y hojas compuestas. Florece en primavera; su copa se cubre de flores de color lila a morada. El fruto es una sámara redondeada y achatada, que al madurar se seca y abre, liberando multitud de semillas aladas las que son dispersadas por el viento.

## Taxonomía
Este jacarandá fue descrito originalmente en el año 1841 por el botánico suizo Alphonse Louis Pierre Pyramus de Candolle.
El ejemplar tipo fue colectado en 1839 por el médico, naturalista, botánico y antropólogo alemán Carl Friedrich Philipp von Martius. El propio Martius lo reclasificó  en el año 1845. El lectotipo tipo fue designado por Osterr Morawetz, el cual lleva la localidad de: Cuiabá Mato Grosso, Brasil.